# Lepanthes vermicularis
Lepanthes vermicularis är en orkidéart som beskrevs av Carlyle August Luer. Lepanthes vermicularis ingår i släktet Lepanthes och familjen orkidéer. Inga underarter finns listade i Catalogue of Life.